# R-40 (míssil)
O R-40 (código OTAN AA-6 Acrid) é um míssil ar-ar de intercepção fabricado pela antiga União Soviética para equipar o caça MiG-25 Foxbat. Foi também armamento do Tu-128 Fidler, outro interceptor de longo alcance de geração anterior ao MiG-25. Este míssil poderia ser guiado par infravermelhos ou radar semiativo. Tinha um alcance de 60 km e voava a Mach 4.

## História

### Projeto
Desenvolvido inicialmente para combater o bombardeiro nuclear estratégico estadunidense North American XB-70 Valkyrie, o míssil R-40 teve seu programa iniciado em 1959, passando a integrar os armamentos projetados para o interceptador Mikoyan-Gurevich MiG-25. Os primeiros testes práticos foram realizados em 1968, com o R-40 transportado pelo MiG 25.

### Operação
O míssil R-40 nunca foi utilizado pela União Soviética em combate, embora tenha sido exportado para a Argélia, Índia, Iraque, Líbia e Síria. Seu uso mais intenso foi realizado pela Força Aérea do Iraque nas guerras Irã-Iraque e do Guerra do Golfo, onde acumulou 12 vitórias (algumas ainda não confirmadas).

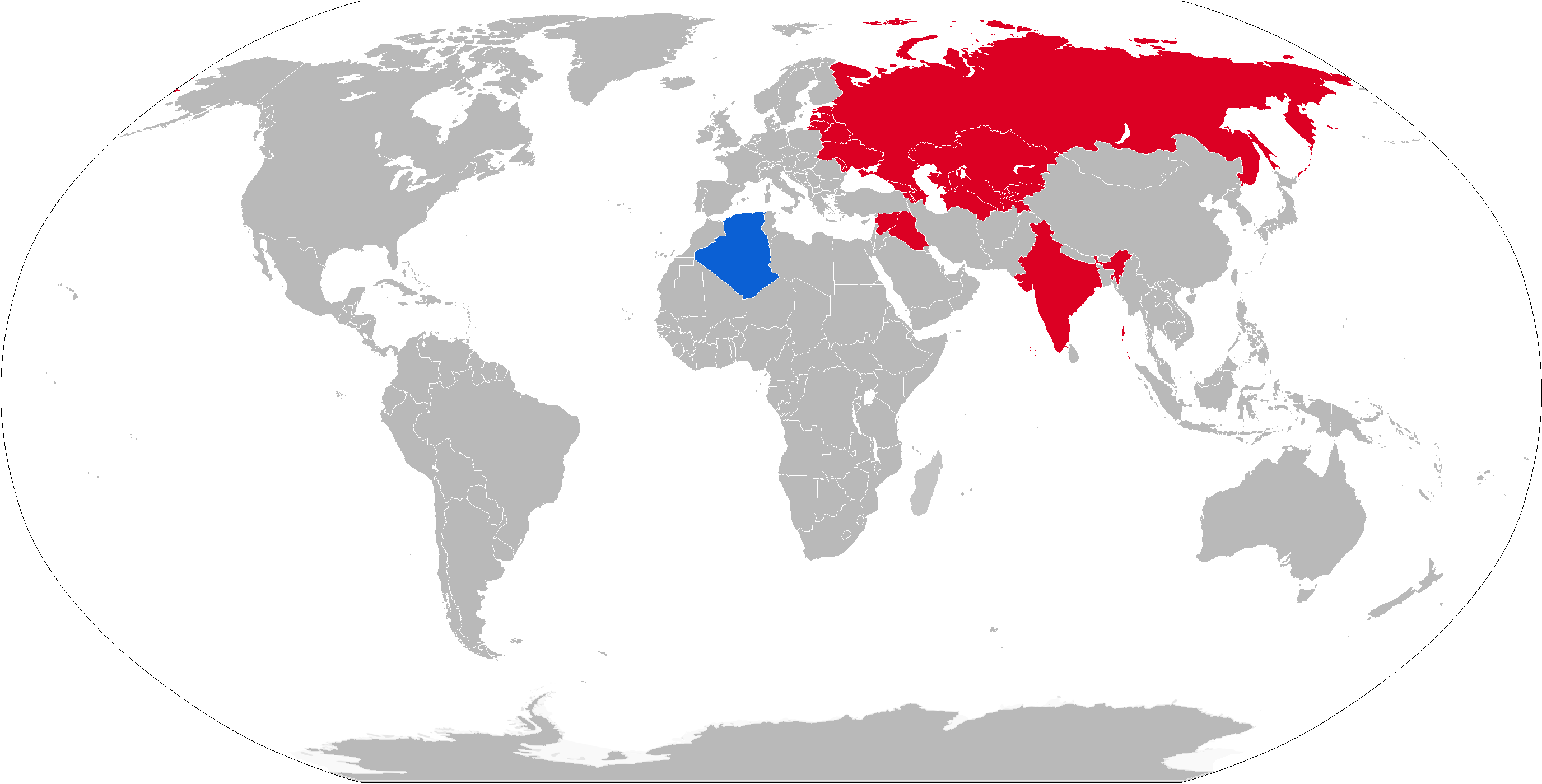
Em azul, operador atual (Argélia); em vermelho, ex operadores;
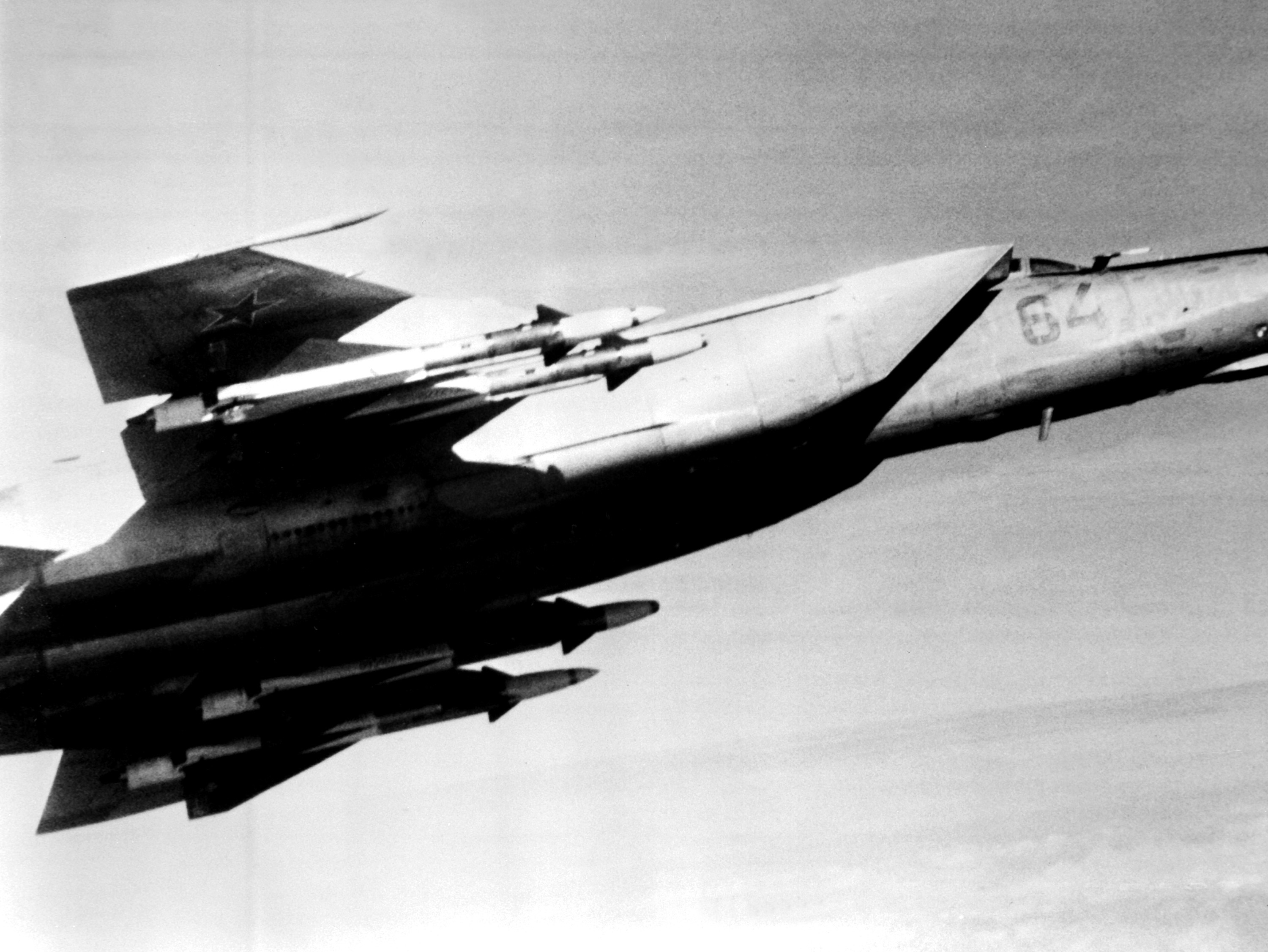
MiG 25 soviético transportando uma dotação de 4 mísseis R-40 nos cabides das asas.
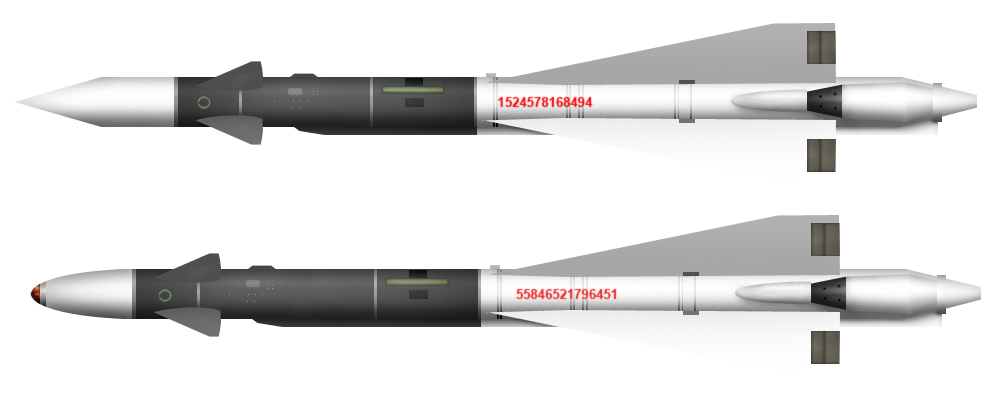
Desenho do míssil R-40